# Liste der Bundeswehrstandorte in Schleswig-Holstein
Die Liste der Bundeswehrstandorte in Schleswig-Holstein zeigt alle derzeit aktuellen Standorte, in denen Einheiten oder Posten der Bundeswehr im Bundesland Schleswig-Holstein stationiert sind. Verlegungen der Einheiten zu anderen Standorten, Umbenennung und Auflösungen sowie Schließungen von Liegenschaften bzw. Standorten, sind in Klammern beschrieben. Die Abkürzungen, welche in Klammern hinter der jeweiligen Dienststelle bzw. Teilen von einer solchen aufgeführt sind, kennzeichnen die Zugehörigkeit zur jeweiligen Teilstreitkraft bzw. zum jeweiligen Organisationsbereich und stehen für:
1. Teilstreitkräfte und Zentrale Organisationsbereiche:
Heer (H),
Luftwaffe (L),
Marine (M),
Streitkräftebasis (SKB),
Cyber- und Informationsraum (CIR),
Zentraler Sanitätsdienst (ZSan).
2. Organisationsbereich Ausrüstung, Informationstechnik und Nutzung (AIN).
3. Organisationsbereich Personal (P).
4. Organisationsbereich Infrastruktur, Umweltschutz und Dienstleistungen (IUD).

Die Abkürzung ZMZ steht für die Zivil-Militärische Zusammenarbeit. Verbindungs-Dienststellen der ZMZ sind teilaktiv. Sie werden durch einen Stabsoffizier geführt, welcher als Vertreter der Bundeswehr im Kreis bzw. im Regierungsbezirk fungiert. Er ist mit dem Truppenausweis als Dienstausweis ausgerüstet.
Die Liste enthält außerdem Standorte, die von der Bundeswehr wegen ihrer geringen Dienstpostenanzahl offiziell nicht mehr als „Bundeswehrstandort“ bezeichnet werden. Jedoch sind dort weiterhin Bundeswehrangehörige stationiert. Die Standorte verbleiben lediglich zu Informationszwecken in der Liste. Sie sind in der Auflistung mit dem Zusatz „weniger als 15 Dienstposten“ versehen.

## Standorte
- Albersdorf (weniger als 15 Dienstposten)
  - Teile Bundeswehr-Dienstleistungszentrum Plön – Geländebetreuung (IUD)

- Alt Duvenstedt
  - Hugo-Junkers-Kaserne
    - Lufttransportgeschwader 63 (L)
    - Sanitätsversorgungszentrum Alt Duvenstedt (ZSan)
    - Seebataillon (M)
    - weitere Dienststellen

- Altenhof (weniger als 15 Dienstposten)
  - Teile Wehrtechnische Dienststelle für Schiffe und Marinewaffen der Bundeswehr, Maritime Technologie und Forschung (AIN)

- Appen
  - Jürgen-Schumann-Kaserne
    - Unteroffizierschule der Luftwaffe (L)
      - I./Unteroffizierschule der Luftwaffe (L)

    - Sportfördergruppe der Bundeswehr Appen (TerrFüKdoBw)
    - Sanitätsversorgungszentrum Appen (ZSan)
    - weitere Dienststellen

- Boostedt
  - Munitionslager (SKB)
  - weitere Dienststellen

- Bramstedtlund (weniger als 15 Dienstposten)
  - weitere Dienststellen

- Brekendorf
  - Abgesetzter Technischer Zug 245 (L)

- Bünsdorf
  - Teile Wehrtechnische Dienststelle für Schiffe und Marinewaffen der Bundeswehr, Maritime Technologie und Forschung (WTD 71) (AIN)

- Eckernförde
  - Marinestützpunkt Eckernförde
    - Marinestützpunktkommando Eckernförde (M)
    - Kommando Spezialkräfte der Marine (M)
    - Truppenversuche der Marine (M)
    - 1. Ubootgeschwader (M)
    - Tender Main (M)
    - Ausbildungszentrum Uboote (M)
    - Sportfördergruppe der Bundeswehr Eckernförde (TerrFüKdoBw)
    - Sanitätsversorgungszentrum Eckernförde (ZSan)
    - Bundeswehrfeuerwehr Marinestützpunkt (IUD)

  - Preußer-Kaserne
    - Seebataillon (M)
    - 4./Feldjägerregiment 1 (SKB)

  - Liegenschaft Berliner Straße 115
    - Wehrtechnische Dienststelle für Schiffe und Marinewaffen der Bundeswehr, Maritime Technologie und Forschung (WTD 71) (AIN)

- Elpersbüttel (weniger als 15 Dienstposten)
  - Teile Wehrtechnische Dienststelle für Schiffe und Marinewaffen der Bundeswehr, Maritime Technologie und Forschung (WTD 71) (AIN)

- Eutin
  - Rettberg-Kaserne
    - Aufklärungsbataillon 6 (H)
    - Kraftfahrausbildungszentrum Eutin (SKB)
    - Sanitätsversorgungszentrum Eutin (ZSan)
    - weitere Dienststellen

- Flensburg
  - Marineschule Mürwik (M)
  - Teile Ausbildungszentrum CIR (CIR)[2]
  - Sanitätsversorgungszentrum Flensburg (ZSan)
  - weitere Dienststellen

- Fehmarn, OT Bannesdorf
  - Marineküstenstation Marienleuchte
    - Teile Ausbildungszentrum Uboote (M)
    - Teile Führungsunterstützung Marine (M)
    - weitere Dienststellen

- Flintbek (weniger als 15 Dienstposten)
  - Güteprüfstelle Bundeswehr Kiel (AIN)

- Glücksburg (Ostsee) (Liegenschaft wird spätestens 2022 aufgegeben)
  - Kaserne Meierwik
    - Marinekommando Außenstelle Glücksburg (M)
    - weitere Dienststellen

- Heide
  - Wulf-Isebrand-Kaserne
    - II./Unteroffizierschule der Luftwaffe (L)
    - Sanitätsversorgungszentrum Heide (ZSan)
    - weitere Dienststellen

- Helgoland (weniger als 15 Dienstposten)
  - Teile Technische Staffel Marinefliegergeschwader 5 (M)

- Hohn
  - Fliegerhorst Hohn
    - Lufttransportgeschwader 63 (L)
      - Technische Gruppe Lufttransportgeschwader 63 (L)

    - weitere Dienststellen

- Husum
  - Fliegerhorst-Kaserne
    - Stab Flugabwehrraketengeschwader 1 „Schleswig-Holstein“ (L)
    - Stabsstaffel Flugabwehrraketengeschwader 1 „Schleswig-Holstein“ (L)
    - Flugabwehrraketengruppe 26 (L)
    - Ausbildungszentrum Flugabwehrraketen (L)
    - Sanitätsversorgungszentrum Husum (ZSan)

  - Julius-Leber-Kaserne
    - Spezialpionierregiment 164 „Nordfriesland“ (ZMZ) (SKB)
    - 5./ABC-Abwehrbataillon 7 (SKB)
    - weitere Dienststellen

  - Liegenschaft Industriestraße 15
    - Bundeswehr-Dienstleistungszentrum Husum (IUD)

- Itzehoe (weniger als 15 Dienstposten)
  - weitere Dienststellen

- Jagel
  - Fliegerhorst Schleswig
    - Taktisches Luftwaffengeschwader 51 „Immelmann“ (L)
    - Teile Flugabwehrraketengruppe 26 (L)
    - Bundeswehrfeuerwehr Flugplatz (IUD)
    - weitere Dienststellen

- Kiel
  - Marinestützpunkt Kiel
    - Einsatzflottille 1 (M)
    - Marinestützpunktkommando Kiel (M)
    - Deutscher Anteil Centre of Excellence for Operations in Confined and Shallow Waters (M)
    - Unterstützungsgeschwader (M)
    - 3. Minensuchgeschwader (M)
    - Segelschulschiff Gorch Fock (M)
    - Landeskommando Schleswig-Holstein (SKB)
    - 4./Feldjägerregiment 1 (SKB)
    - Marinemusikkorps Kiel (SKB)
    - MAD-Stelle 1
    - Familienbetreuungszentrum Kiel (TerrFüKdoBw)
    - Sanitätsunterstützungszentrum Kiel (ZSan)
    - Sanitätsversorgungszentrum Kiel (ZSan)
    - Bundeswehrfeuerwehr Marinestützpunkt (IUD)

  - Liegenschaft Warnemünder Straße 22
    - Bundeswehr-Dienstleistungszentrum Kiel (IUD)

  - Kaserne Feldstraße
    - Kompetenzzentrum Baumanagement (IUD)

  - Liegenschaft Rostocker Straße 2
    - Karrierecenter der Bundeswehr (P)

  - Ehemaliges MArs Kiel
    - Teile Wehrtechnische Dienststelle für Schiffe und Marinewaffen, Maritime Technologie und Forschung (WTD 71) (AIN)

  - weitere Dienststellen

- Kronshagen
  - Zentrales Institut des Sanitätsdienstes der Bundeswehr Kiel (ZSan)
  - Schifffahrtmedizinisches Institut der Marine (M)
  - weitere Dienststellen

- Kropp
  - Kai-Uwe-von-Hassel-Kaserne
    - Taktisches Luftwaffengeschwader 51 „Immelmann“ (L)
    - Sanitätsversorgungszentrum Kropp (ZSan)
    - weitere Dienststellen

- Laboe
  - Munitionsdepot (SKB)
  - Bundeswehrfeuerwehr Munitionsdepot (IUD)
  - weitere Dienststellen

- Ladelund
  - Materiallager Ladelund (SKB), Wiederinbetriebnahme zum 1. April 2023[3]

- Neumünster (weniger als 15 Dienstposten)
  - weitere Dienststellen

- Neustadt in Holstein
  - Marine-Kaserne
    - Einsatzausbildungszentrum Schadensabwehr Marine (M)
    - Sanitätsversorgungszentrum Neustadt i. H. (ZSan)
    - weitere Dienststellen

- Oldenburg in Holstein
  - Truppenübungsplatzkommandantur Putlos (SKB)
  - Spezialpionierausbildungs- und Übungszentrum (SKB)
  - Sanitätsstaffel Einsatz Oldenburg/Holstein (ZSan)
  - Bundeswehrfeuerwehr Truppenübungsplatz (IUD)
  - weitere Dienststellen

- Panker (Todendorf)
  - Kaserne Todendorf
    - Flugabwehrraketengruppe 61 – MANTIS (L)
    - Truppenübungsplatz Todendorf (SKB)
    - weitere Dienststellen

- Plön
  - Marineunteroffizierschule (M)
  - VIII. Inspektion Logistikschule der Bundeswehr (SKB)
  - Sanitätsversorgungszentrum Plön (ZSan)
  - Bundeswehr-Dienstleistungszentrum Plön (IUD)
  - weitere Dienststellen

- Schleswig (weniger als 15 Dienstposten)
  - weitere Dienststellen

- Schwedeneck
  - Teile Wehrtechnische Dienststelle für Schiffe und Marinewaffen, Maritime Technologie und Forschung (WTD 71) (AIN)
  - weitere Dienststellen

- Stadum
  - Südtondern-Kaserne (ehemals General-Thomsen-Kaserne)[4]
    - Bataillon Elektronische Kampfführung 911 (CIR)
    - Sanitätsversorgungszentrum Stadum (ZSan)
    - weitere Dienststellen

- Wedel (Holstein) (weniger als 15 Dienstposten)
  - Güteprüfstelle Bundeswehr Hamburg (AIN)

- Wester-Ohrstedt
  - Teile Materialwirtschaftszentrum Einsatz der Bundeswehr – Speziallager für Quartiermeistermaterial (SKB)